# Sở Dục Hùng
Sở Dục Hùng (chữ Hán: 楚鬻熊), còn đọc là Chúc Hùng, hay Huyệt Hùng (穴熊), lại có tên là Quý Liên (季连), được xem là người đặt nền móng của nước Sở - chư hầu nhà Chu trong lịch sử Trung Quốc.

## Tổ tiên
Theo huyền sử, tổ tiên ông là dòng dõi Đế Chuyên Húc, một trong Ngũ Đế, Chuyên Húc sinh Xứng, Xứng sinh Quyển Chương, Quyển Chương sinh Trọng Lê và Ngô Hồi. Trọng Lê và Ngô Hồi đều làm quan dưới triều Đế Khốc, do lập được công dẹp loạn Cộng công nên được phong làm Hỏa thần, tức Chúc Dung.
Ngô Hồi sinh Lục Chung, Lục Chung có sáu người con là Côn Ngô, Tham Hồ, Bành Tổ, Hội Nhân, Tào An và Quý Liên. Quý Liên lập ra họ Mị, còn gọi là Hùng. Quý Liên được xem là tiên tổ của các vua Sở sau này.

## Sự nghiệp
Sau Quý Liên sinh Phụ Tự, Phụ Tự sinh Huyệt Hùng. Hậu duệ của Huyệt Hùng làm dân thường ở rải rác khắp nhân gian, đến đời Dục Hùng ở vào cuối thời kỳ Thương Ân từng làm thủ lĩnh của bộ lạc ở phía nam Triều Ca. Dục Hùng thấy vua Trụ vô đạo đã chạy sang nước Chu theo phò tá Tây Bá Hầu Cơ Quý Lịch, ông từng là thầy dạy học của Chu Văn Vương. Do có công trong việc tiêu diệt nhà Thương nên được phong cho đất Kinh, con ông là Hùng Lệ và cháu ông là Hùng Cuồng đều được phong khanh sĩ trong triều Chu.
Không rõ năm sinh và mất của ông. Sau khi ông chết, con là Hùng Lệ thế tập.